# Herrenkrugstraße 197 (Magdeburg)

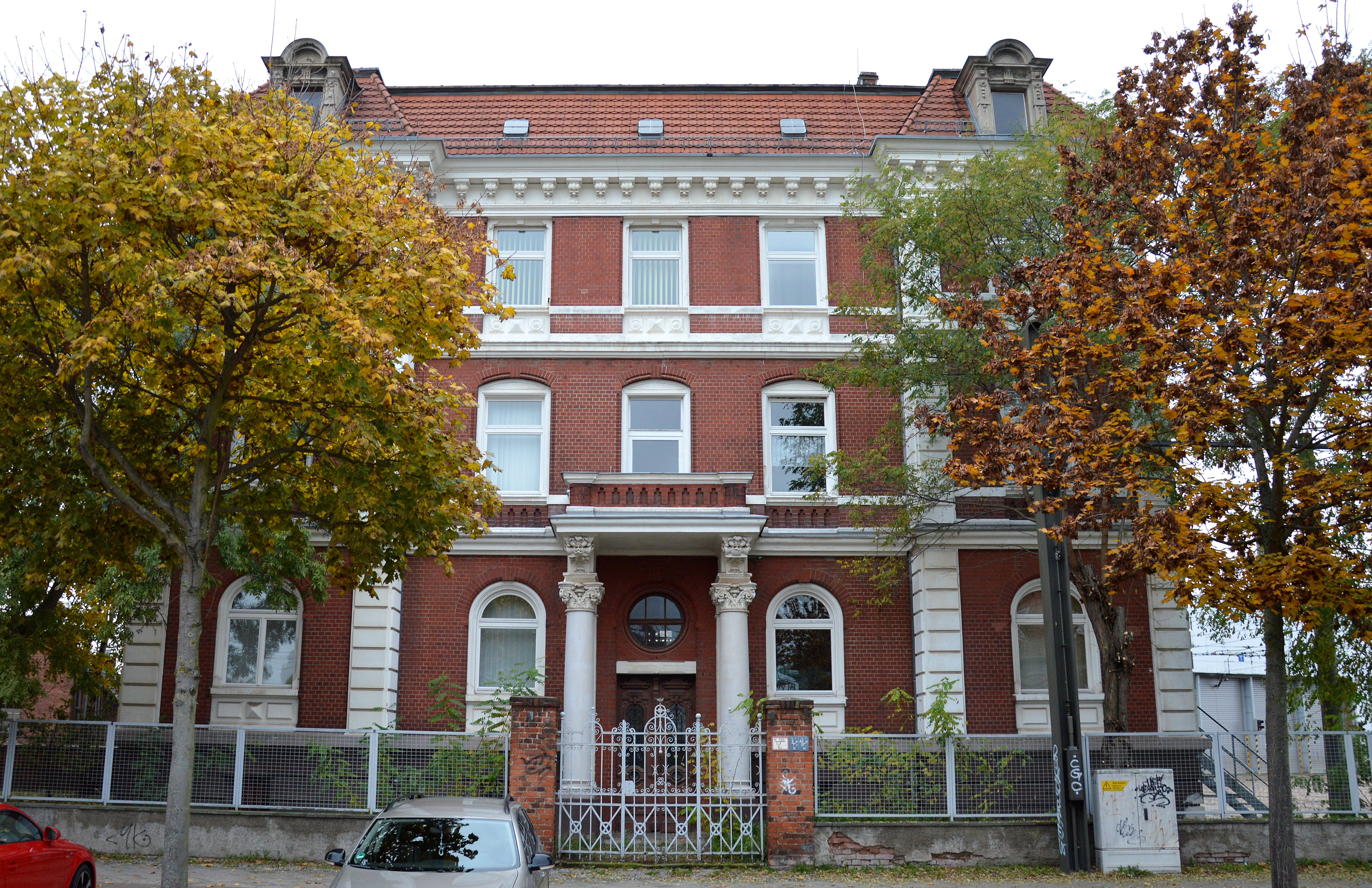
Herrenkrugstraße 197

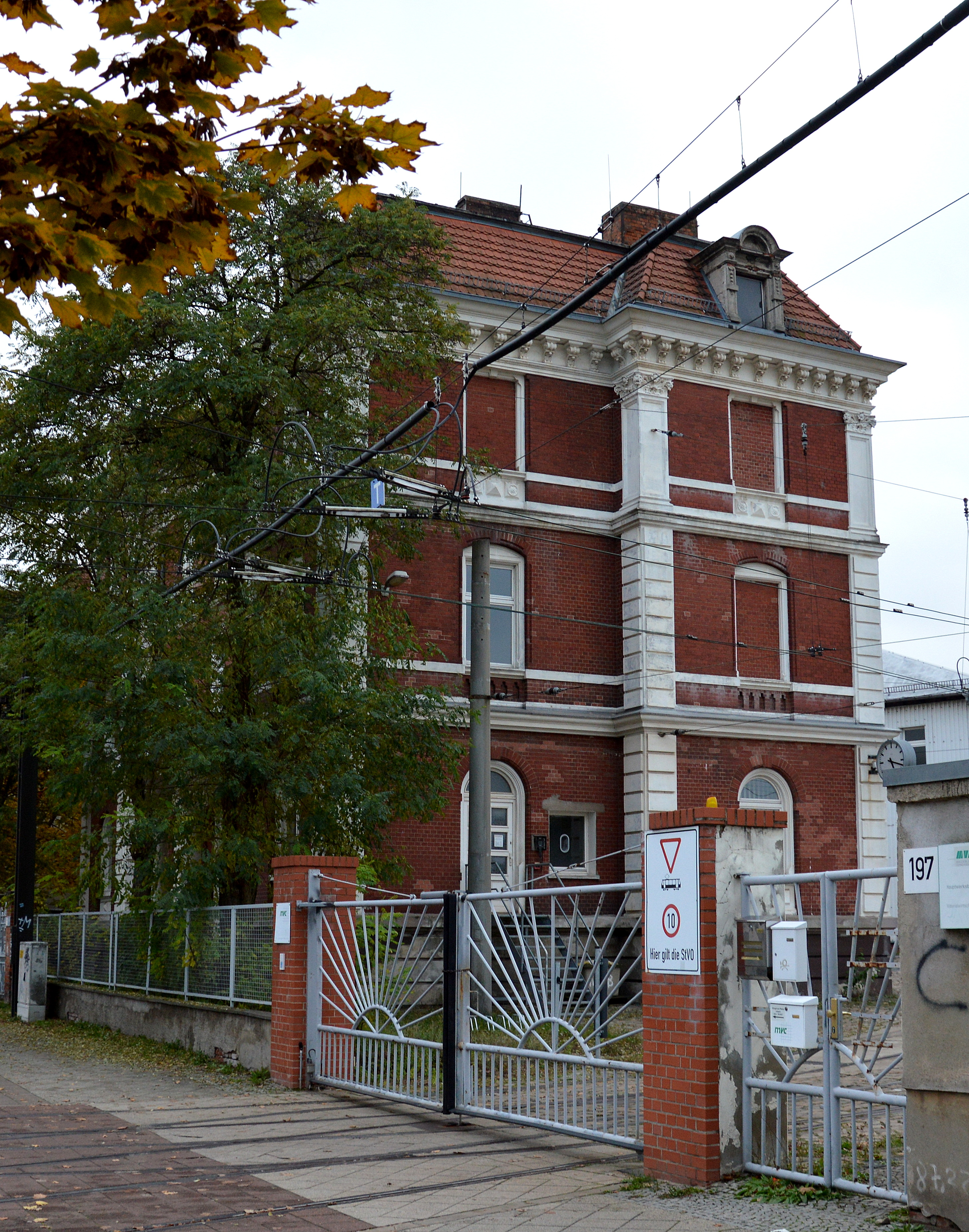
Blick von Norden

Das Haus Herrenkrugstraße 197 ist ein denkmalgeschützter Gebäudekomplex in Magdeburg in Sachsen-Anhalt. Er umfasste einen Verwaltungsbau sowie ein Straßenbahndepot der Magdeburger Straßenbahn.

## Lage
Es befindet sich auf der Westseite des südlichen Abschnitts der Herrenkrugstraße im Magdeburger Stadtteil Brückfeld.

## Architektur und Geschichte
Traufständig zur Straße befindet sich das um 1890 errichtete dreigeschossige Verwaltungsgebäude. In ihm befindet sich die Verwaltung des unmittelbar angrenzenden Straßenbahndepots und ursprünglich auch eine Direktorenwohnung dieser Einrichtung. Der repräsentative Ziegelbau ist im Stil des Neobarock gestaltet. Die horizontale Gliederung der fünfachsigen Fassade erfolgt durch Gesimse. An den Außenkanten befinden sich einachsige Seitenrisalite. Der Eingang ist mittig angeordnet und mit einem von Kompositsäulen getragenen Altan versehen. Oberhalb der Haustür befindet sich ein rundes Oberlicht. Die Fenster des Erdgeschosses sind als Rundbogenfenster gestaltet. Bedeckt ist der Bau von einem Flachdach mit angedeuteter Mansarde.
Es sind Teile der historischen schmiedeeisernen Grundstückseinfriedung erhalten.
Westlich des Hauses erstrecken sich die Anlagen des Straßenbahndepots. Straßenbahngleise führen von der Herrenkrugstraße in die langgestreckten, parallel zueinander angeordneten Betriebsgebäude, in denen sich die Wagenhalle, Werkstatt und Schmiede befinden. Dieser Gebäudekomplex aus zweigeschossigen Klinkerbauten entstand im Jahr 1902 als Straßenbahnhauptwerkstatt. Die Fenster der Gebäude sind zum Teil als Stichbogenfenster ausgeführt. Besonders bemerkenswert ist die Schmiedehalle. Sie ist einer der wenigen erhaltenen Bauten dieses Typs und verfügt über Kamine an den äußeren Längsmauern und am Giebel. Die Schlote der Kamine sind dabei als Lisenengliederung erkennbar.
Der Gebäudekomplex gilt als wichtiges Architekturdokument aus der Zeit des Ausbaus der städtischen Infrastruktur im Zuge des deutlichen Bevölkerungszuwachses der Stadt Magdeburg während der Industrialisierung.
Im örtlichen Denkmalverzeichnis ist der Komplex als Verwaltungsgebäude unter der Erfassungsnummer 094 70965 als Baudenkmal verzeichnet.